# زيغموند ناغي
زيغموند ناغي (بالمجرية: Nagy Zsigmond)‏ هو منافس ألعاب قوى مجري، ولد في 27 يوليو 1937، وتوفي في 1 مارس 2010.

## وصلات خارجية
- زيغموند ناغي على موقع الاتحاد الدولي لألعاب القوى (الإنجليزية)
- زيغموند ناغي على موقع أوليمبيديا (الإنجليزية)